# پایگاه هوایی په
پایگاه هوایی په (به انگلیسی: Kleine Brogel Air Base) یک فرودگاه نظامی است که یک باند فرود آسفالت دارد و طول باند آن ۳۰۹۶ متر است. این فرودگاه در شهر په (بلژیک) کشور بلژیک قرار دارد و در ارتفاع ۶۱ متری از سطح دریا واقع شده‌است.